# Jerry Costello

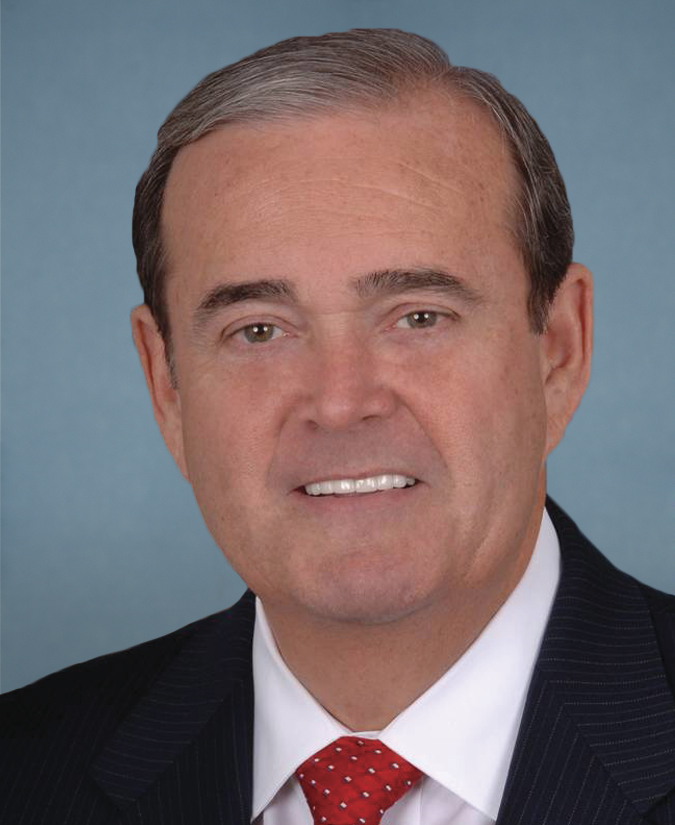
Jerry Costello

Jerry Francis Costello (* 25. September 1949 in East St. Louis, Illinois) ist ein US-amerikanischer Politiker. Von 1988 bis 2013 vertrat er den Bundesstaat Illinois im US-Repräsentantenhaus.

## Werdegang
Jerry Costello besuchte bis 1968 die Assumption High School in East St. Louis und danach das Belleville Area College sowie das Maryville College of the Sacred Heart in St. Louis, Missouri. In den folgenden Jahren arbeitete er in verschiedenen Positionen bei der Gerichtsverwaltung und bei der Staatsanwaltschaft. Gleichzeitig begann er als Mitglied der Demokratischen Partei eine politische Laufbahn. Zwischen 1980 und 1988 war er Vorsitzender des Kreisrats im St. Clair County.
Nach dem Tod des Abgeordneten Charles Melvin Price gewann Costello die fällige Nachwahl im 21. Wahlbezirk von Illinois und zog am 9. August 1988 in das US-Repräsentantenhaus in Washington, D.C. ein. Seit 1993 vertrat er als Nachfolger von Phil Crane den zwölften Distrikt seines Staates. Im Oktober 2011 gab Costello bekannt, dass er sich nach zwölf erfolgreichen Wiederwahlen nicht erneut um die Wahl bewerben würde und schied am 3. Januar 2013 aus dem Kongress aus. Sein Nachfolger wurde mit William Enyart erneut ein Demokrat.
Costello war zuletzt Mitglied im Ausschuss für Wissenschaft, Raumfahrt und Technologie und im Ausschuss für Verkehr und Infrastruktur sowie in insgesamt vier Unterausschüssen.
Bei der Präsidentschaftswahl 2016 gehörte Costello zu den 20 Wahlleuten des Bundesstaates Illinois im Electoral College.